# Kaser, New York
Kaser, New York (енгл. Kaser) град је у америчкој савезној држави Њујорк.

## Демографија
По попису из 2010. године број становника је 4.724, што је 1.408 (42,5%) становника више него 2000. године.
| Група             | 2000.         | 2010.         |
| Белци             | 3.256 (98,2%) | 4.669 (98,8%) |
| Афроамериканци    | 8 (0,2%)      | 1 (0,0%)      |
| Азијати           | 15 (0,5%)     | 3 (0,1%)      |
| Хиспаноамериканци | 18 (0,5%)     | 42 (0,9%)     |
| Укупно            | 3.316         | 4.724         |